# Blanche de France (1313-1358)
Pour les articles homonymes, voir Blanche de France.
Blanche de France (1313 - 26 avril 1358) est la quatrième fille de Philippe V de France et de Jeanne II de Bourgogne.

## Biographie
Elle fut mise enfant à l'abbaye de Longchamp où elle prit l'habit de St-François en 1319. Il s'agissait de la première fois qu'une princesse royale française rejoignait un ordre mendiant. 
Elle mourut le 26 avril 1358. Son cœur repose en l'église des Cordeliers de Paris.